# Sono positivo
Sono positivo è un film del 2000 diretto da Cristiano Bortone. 
L'opera, che tratta il tema dell'AIDS, è stata distribuita nelle sale italiane il 2 giugno del 2000.

## Trama
Una famiglia meridionale scopre, improvvisamente, che tutti i suoi membri sono sieropositivi. Data la notizia i vari membri che la compongono incominciano a interrogarsi da chi sia nato il contagio e i sospetti portano a galla un vasto intreccio d'infedeltà e variegate identità sessuali tra il marito ipocondriaco, proprietario di un negozio di sanitari, la moglie frustrata, il fratello omosessuale della moglie e l'amico di famiglia scroccone. Durante la storia la malattia diventerà, per tutti loro, l'occasione per riscoprire e accettare la propria natura.

## Colonna sonora
Dal 29 giugno 2004 viene messa in vendita, distribuita da Cam Jazz, la colonna sonora del film.

## Accoglienza

### Critica
FilmTv.it ha dato al film un voto di 2 stelle su 5.
Il 3 giugno del 2000 Michele Anselmi sul quotidiano L'Unità ha scritto che: «Bortone, al suo secondo film dopo Oasi, prova dunque a rovesciare il punto di vista rielaborando un testo teatrale di Giuseppe Pasculli e ricorrendo a una messa in scena quasi metacinematografica, tra Pappi Corsicato e Pedro Almodóvar, arredi kitsch e canzoni anni Settanta re-mixate, citazioni di vecchi trash-movies e neo-consapevolezze gay. Il risultato, purtroppo, non è all'altezza delle ambizioni. Sarà perché il fumetto surreale inclina alla farsa dialettale, perché la prova survoltata degli attori non è nutrita di reali effetti comici o perché la materia è troppo scottante per risolverla con un lieto fine che arriva per radio sotto forma di antidoto miracoloso».